# مقاطعة أسانت أكيم الجنوبية
مقاطعة أسانت أكيم الجنوبية (بالإنجليزية: Asante Akim South District)‏ هي district of Ghana تقع في غانا في Juaso. يقدر عدد سكانها بـ — نسمة ومساحتها 1,275 كم2 .